# Heckblende

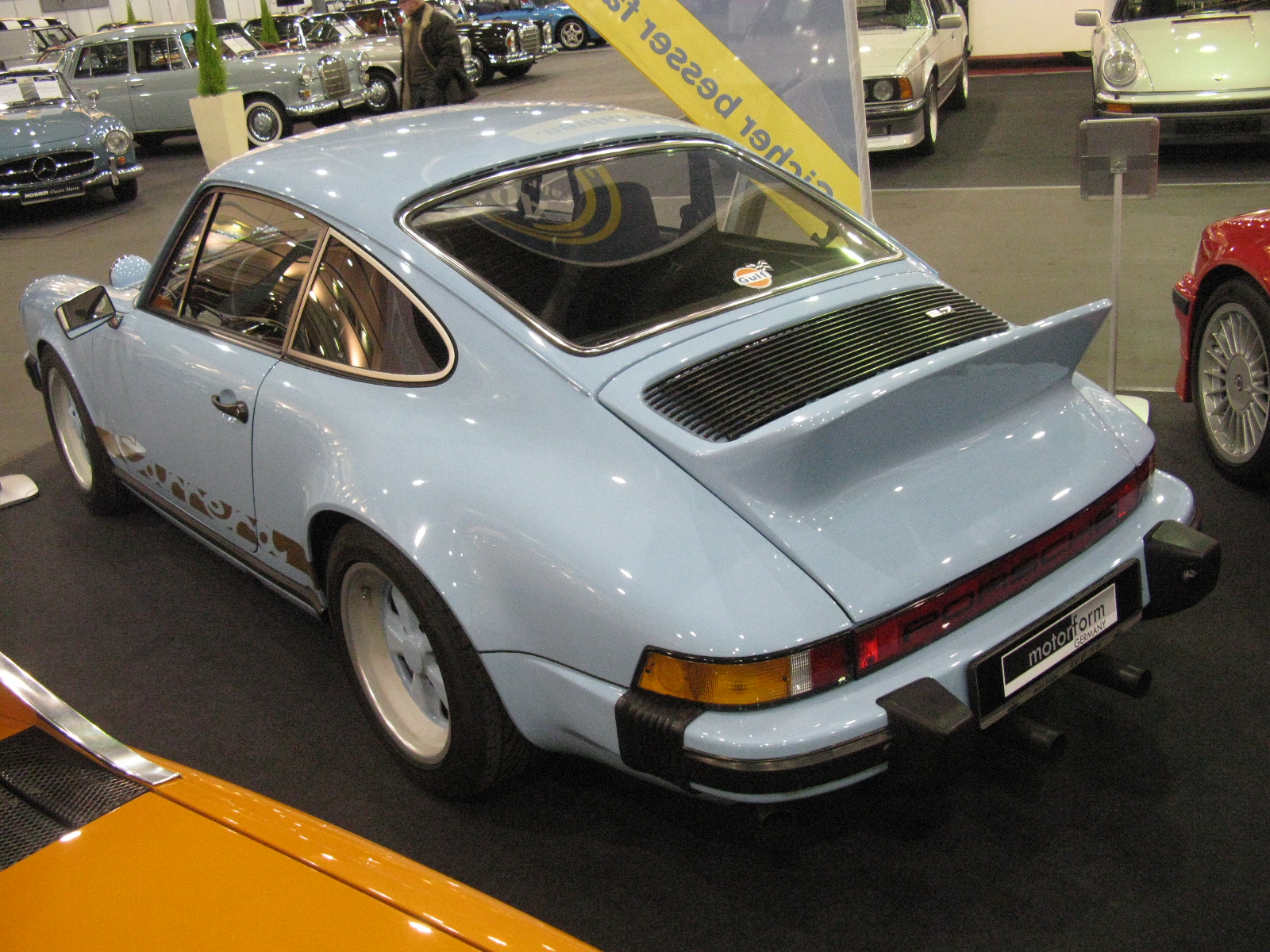
El Porsche 911 de 1974 ofreció el primer heckblende de venta al público.

El heckblende es un recurso de diseño utilizado en automóviles que se basa en unir visualmente los dos faros traseros de un coche mediante una tira de plástico reflectante, casi siempre de color rojo. Esto además añade un punto de seguridad al aumentar la visibilidad con respecto a un segundo conductor que se acerque desde detrás. La palabra heckblende significa en alemán cubierta trasera.
El primer heckblende se instaló en el prototipo Tatra 603A, una actualización del Tatra 603 pero que no llegó a producirse en serie, en el año 1961, consistente en una lente roja que recorría todo el ancho trasero del vehículo, retroiluminada mediante bombillas. Posteriormente, hacia 1974, Porsche incluyó en el rediseño de su sempiterno 911 el primer heckblende disponible para su venta al público. Es reseñable además que en este caso, la tira de plástico tenía grabado el nombre del fabricante. Este elemento se convirtió en seña de identidad de la marca durante los siguientes años.

## Auge

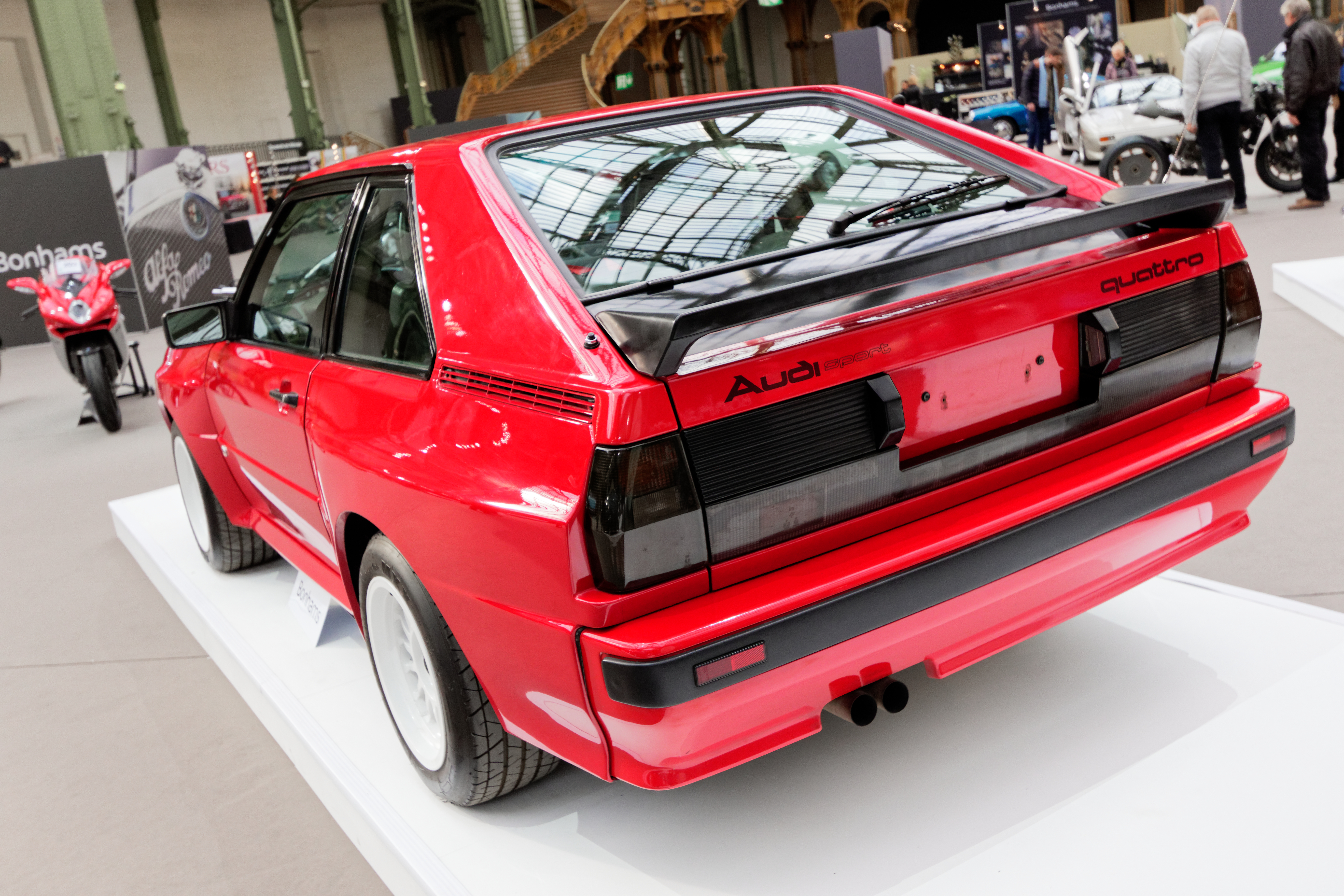
El Audi Quattro popularizó el uso del heckblende.

Este recurso estilístico no tendría más adeptos hasta la llegada del Audi Quattro. Su gran éxito en los campeonatos de rally alrededor de todo el globo consiguió popularizar este elemento, llevando a más diseñadores a incluirlo en nuevos coches y a los fabricantes de componentes a ofrecerlo como accesorio para otros que ya estuvieran circulando. La empresa alemana Hella obtuvo pingües beneficios por la venta de este producto tanto a fabricantes como a particulares. Durante los años 1980 y 1990, gran cantidad de automóviles fabricados en todo el mundo incorporarían de una manera u otra el heckblende en su diseño, aunque los originarios de Alemania serían los más frecuentes. Los heckblende vendidos como accesorio solían tener el nombre del modelo o de la marca inscrito, sea mediante serigrafía, grabado, impresión, adhesivos... aunque era un detalle poco común entre los que se ofrecían directamente por el fabricante.

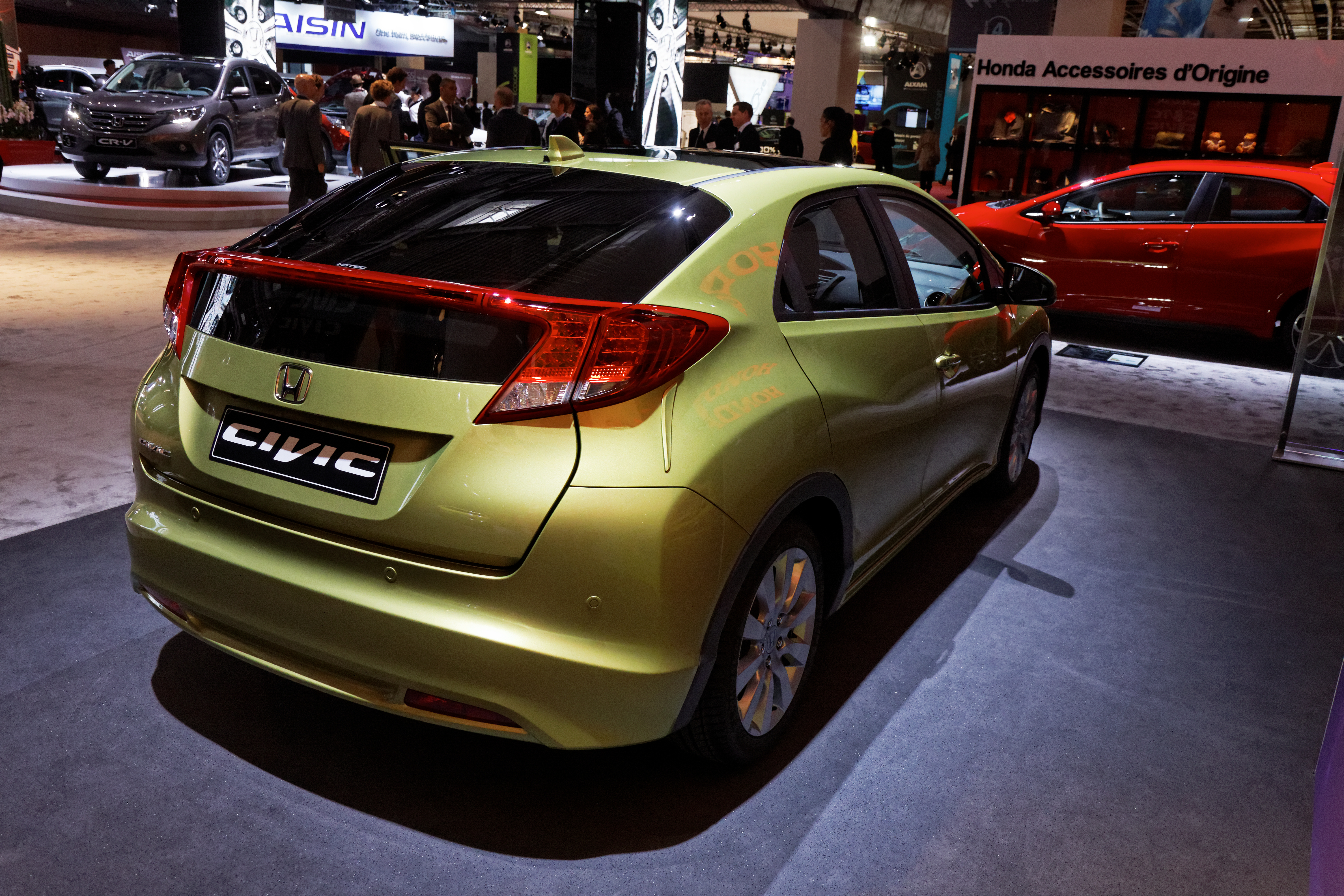
El Honda Civic mantuvo el heckblende a pesar de su declive.

Con la llegada del nuevo milenio, su uso fue decayendo hasta su práctica desaparición, manteniéndose en muy pocos modelos, siendo quizás el Honda Civic el más representativo de ellos.

## Renacimiento

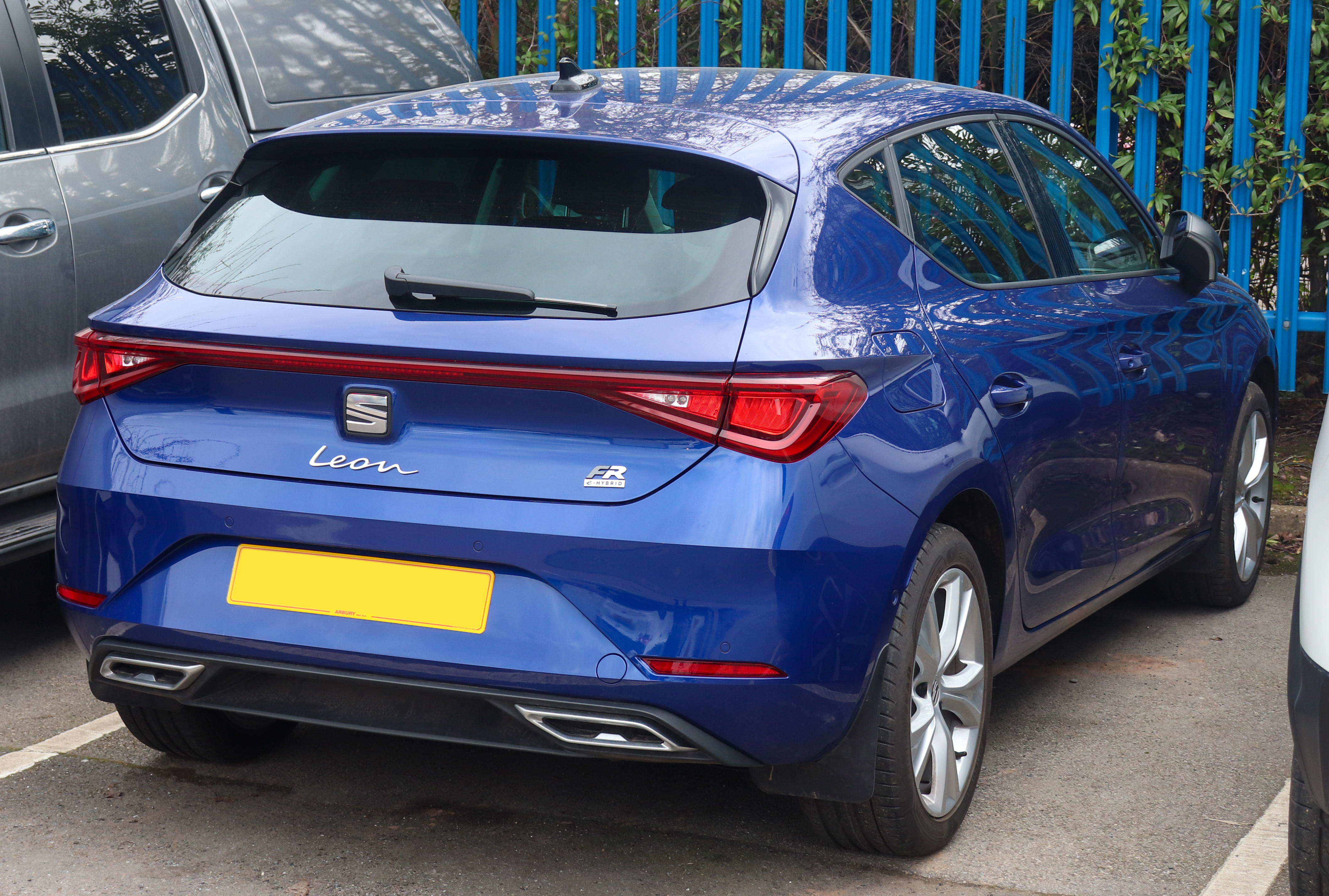
El SEAT León equipa un moderno heckblende iluminado en toda su longitud.

Aproximadamente dos décadas después de su práctica desaparición, hacia los años 2020, el heckblende vivió una resurrección, apoyada por la adopción en masa de la iluminación mediante LED. En aras de aumentar la seguridad del automóvil, muchos fabricantes han apostado por recuperar este recurso de diseño para incluir iluminación en toda la anchura del vehículo y mejorar la visibilidad en condiciones adversas. Tanto es así, que varias marcas han optado por usar el heckblende para diseñar una firma lumínica que permita identificar su coche desde gran distancia incluso de noche. Modelos como el Kia Stinger, Audi A7 o Range Rover Velar incorporan esta firma lumínica.

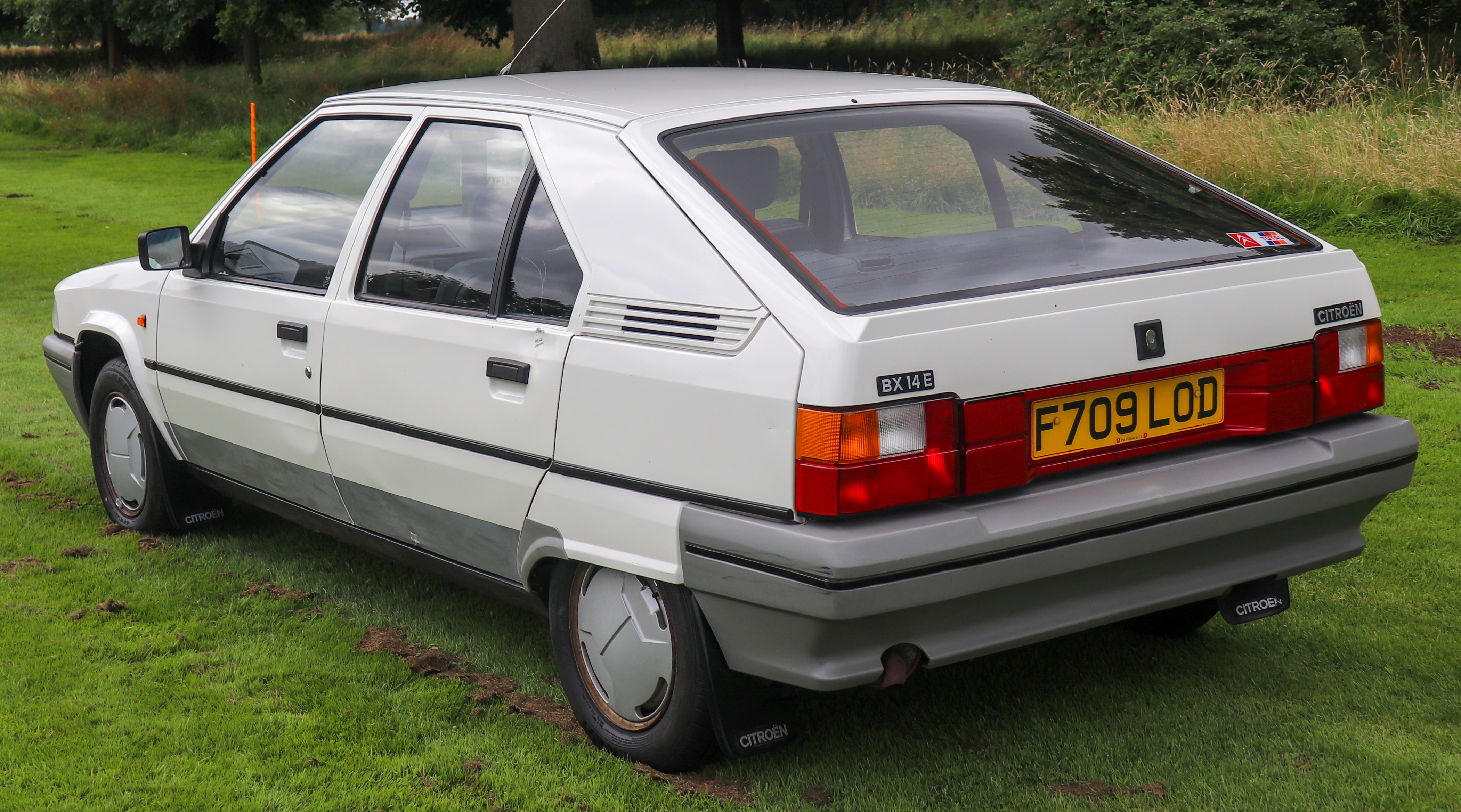
El heckblende de este Citroën BX es un accesorio no original.

Por otra parte, aquellos que se dedican a la conservación y restauración de vehículos clásicos, han adquirido un gusto por los heckblende de época. Dado que ya no se fabrican, han provocado que su precio en el mercado de segunda mano se dispare, incluso aunque se encuentren dañados. Este nuevo auge también ha llevado a otros entusiastas a diseñar sus propios heckblende para incorporarlos a sus automóviles, sea mediante cintas adhesivas, pinturas...